# .ac
.ac ist die länderspezifische Top-Level-Domain (ccTLD) der zum Vereinigten Königreich gehörenden Insel Ascension im Atlantischen Ozean. Sie wurde am 19. Dezember 1997 neu eingeführt, verwaltet wird sie von der NIC.AC, einem Subunternehmen von Cable & Wireless.

## Eigenschaften
Neben .eu und .uk gehört .ac zu den drei reservierten Top-Level-Domains. Es werden Registrierungen sowohl auf zweiter als auch auf dritter Ebene akzeptiert. Während Registrierungen auf dritter Ebene Staatsbürgern der Insel Ascension vorbehalten sind, darf jede Person eine .ac-Adresse auf zweiter Ebene registrieren – ein Wohnsitz oder eine Niederlassung in Ascension ist nicht notwendig. Eine .ac-Domain darf insgesamt zwischen drei und 63 Zeichen lang sein, wobei die Verwendung von Umlauten möglich ist. Die Registrierung dauert in der Regel nur wenige Stunden.
.ac ist bei vielen länderspezifischen Top-Level-Domains gleichzeitig eine Domain auf zweiter Ebene für Bildungsinstitutionen wie Universitäten, zum Beispiel bei .uk als .ac.uk (academic). Daher wird die Top-Level-Domain .ac häufig von solchen Einrichtungen genutzt. Beliebt ist die Domain auch bei Unternehmen und Privatpersonen aus Aachen, da sie mit dem Kfz-Kennzeichen AC übereinstimmt.

## Weblink
- Offizielle Website der Vergabestelle